# Brad Marchand
Bradley Kevin „Brad“ Marchand (* 11. Mai 1988 in Halifax, Nova Scotia) ist ein kanadischer Eishockeyspieler. Der linke Flügelstürmer steht seit März 2025 bei den Florida Panthers in der National Hockey League (NHL) unter Vertrag und gewann mit dem Team in den Playoffs 2025 seinen zweiten Stanley Cup. Zuvor war er über 16 Jahre bei den Boston Bruins aktiv, die er zuletzt ab September 2023 auch als Kapitän angeführt hatte. Mit dem Team errang er in den Playoffs 2011 den Stanley Cup ein erstes Mal und unterlag in weiterer Folge in den Finalserien 2013 und 2019. Zudem gewann der Angreifer mit der kanadischen Nationalmannschaft jeweils die Goldmedaille bei der Weltmeisterschaft 2016 sowie beim World Cup of Hockey 2016. Marchand gilt als herausragender Offensivspieler, sorgt jedoch in seiner Rolle als klassische Pest regelmäßig für Kontroversen und erhielt seitens der NHL bereits zahlreiche Geldstrafen und Sperren.

## Karriere
Brad Marchand begann seine Karriere als Eishockeyspieler in der kanadischen Juniorenliga Ligue de hockey junior majeur du Québec, in der er von 2004 bis 2008 für die Moncton Wildcats, Foreurs de Val-d’Or und Halifax Mooseheads aktiv war. In diesem Zeitraum wurde der Flügelspieler im NHL Entry Draft 2006 in der dritten Runde als insgesamt 71. Spieler von den Boston Bruins ausgewählt.
Nachdem er in der Saison 2008/09 erstmals für Bostons Farmteam, die Providence Bruins, in der American Hockey League gespielt hatte und dabei in 95 Spielen 74 Punkte verbucht hatte, gab der Linksschütze in der Saison 2009/10 sein Debüt in der National Hockey League für die Bruins. Parallel spielt der Kanadier jedoch weiterhin für Providence in der AHL. In der Saison 2010/11 schaffte er schließlich endgültig den Sprung in das Team der Boston Bruins. In seiner Rookie-Saison gewann Marchand mit dem Team den Stanley Cup. Im entscheidenden siebten Spiel der Finalserie erzielte er zwei Tore und einen Assist gegen die Vancouver Canucks. 2013 erreichte man erneut die Finalserie, unterlag dort allerdings den Chicago Blackhawks.
Im September 2016 unterzeichnete Marchand einen neuen Vertrag bei den Bruins, der ihm mit Beginn der Saison 2017/18 über die nächsten acht Jahre durchschnittlich 6,125 Millionen US-Dollar pro Saison einbringen soll. In der anschließenden Spielzeit 2016/17 kam der Angreifer mit 85 Punkten in 80 Spielen erstmals auf einen Punkteschnitt von über 1,0 und wurde infolgedessen ins NHL First All-Star Team gewählt. In den Playoffs 2019 erreichte er mit Boston abermals das Endspiel um den Stanley Cup, war dort allerdings den St. Louis Blues unterlegen. Derweil folgten 2019 und 2020 zwei Berufungen ins NHL Second All-Star Team, während er 2021 erneut dem NHL First All-Star Team angehörte.
Im September 2023 wurde Marchand zum neuen Mannschaftskapitän der Bruins ernannt und trat dabei die Nachfolge seines jahrelangen Teamkollegen Patrice Bergeron an. Im Februar 2024 bestritt er sein 1000. NHL-Spiel der regulären Saison, wobei er zum achten Spieler wurde, dem dies ausschließlich im Trikot der Bruins gelang.
Mit 1090 Einsätzen und somit auf dem vierten Rang der Bestenliste des Teams verließ er Boston in weiterer Folge überraschend zur Trade Deadline im März 2025, so wechselte er im Tausch für ein konditionales Zweitrunden-Wahlrecht im NHL Entry Draft 2027 zu den Florida Panthers. Boston übernahm dabei weiterhin die Hälfte seines Gehaltes, während sich das Wahlrecht zu einem für die erste Runde verbessert, sofern Florida in den anstehenden Stanley-Cup-Playoffs 2025 mindestens zwei Runden gewinnt. Ferner hatte Marchand in Boston 976 Scorerpunkte verzeichnet, womit er sich nach knapp 16 Jahren auf dem fünften Platz der teaminternen Scorerliste platzierte. Die Bedingung des Draft-Wahlrechts erfüllte sich in der Folge, da der Kanadier mit den Panthers im weiteren Verlauf seinen zweiten Stanley Cup nach 2011 gewann, bei seiner insgesamt vierten Finalteilnahme. In einer Wiederauflage des Finals von 2024 setzte sich das Team mit 4:2 gegen die Edmonton Oilers durch, wozu Marchand in den gesamten Playoffs mit jeweils zehn Toren und Vorlagen maßgeblich beitrug.

### International
Für Kanada nahm Marchand an den U20-Junioren-Weltmeisterschaften 2007 und 2008 teil. Bei beiden Wettbewerben gewann er mit seinem Land den Weltmeistertitel. Zudem spielte er bei der Super Series 2007.
Bei der Weltmeisterschaft 2016 debütierte Marchand in der A-Nationalmannschaft seines Heimatlandes und gewann mit dem Team direkt die Goldmedaille. Gleiches gelang dem Angreifer, als er Kanada wenig später beim World Cup of Hockey 2016 vertrat.

## Erfolge und Auszeichnungen
| - 2006 Coupe-du-Président-Gewinn mit den Moncton Wildcats - 2011 Stanley-Cup-Gewinn mit den Boston Bruins - 2017 Teilnahme am NHL All-Star Game - 2017 NHL First All-Star Team - 2018 Teilnahme am NHL All-Star Game - 2019 Topscorer der NHL-Playoffs (gemeinsam mit Ryan O’Reilly) | - 2019 NHL Second All-Star Team - 2020 NHL Second All-Star Team - 2021 NHL-Spieler des Monats April der East Division - 2021 NHL First All-Star Team - 2025 Stanley-Cup-Gewinn mit den Florida Panthers |

### International
| - 2005 Bronzemedaille bei der World U-17 Hockey Challenge - 2007 Goldmedaille bei der U20-Junioren-Weltmeisterschaft - 2008 Goldmedaille bei der U20-Junioren-Weltmeisterschaft | - 2016 Goldmedaille bei der Weltmeisterschaft - 2016 Goldmedaille beim World Cup of Hockey - 2025 Gewinn des 4 Nations Face-Off |

## Karrierestatistik

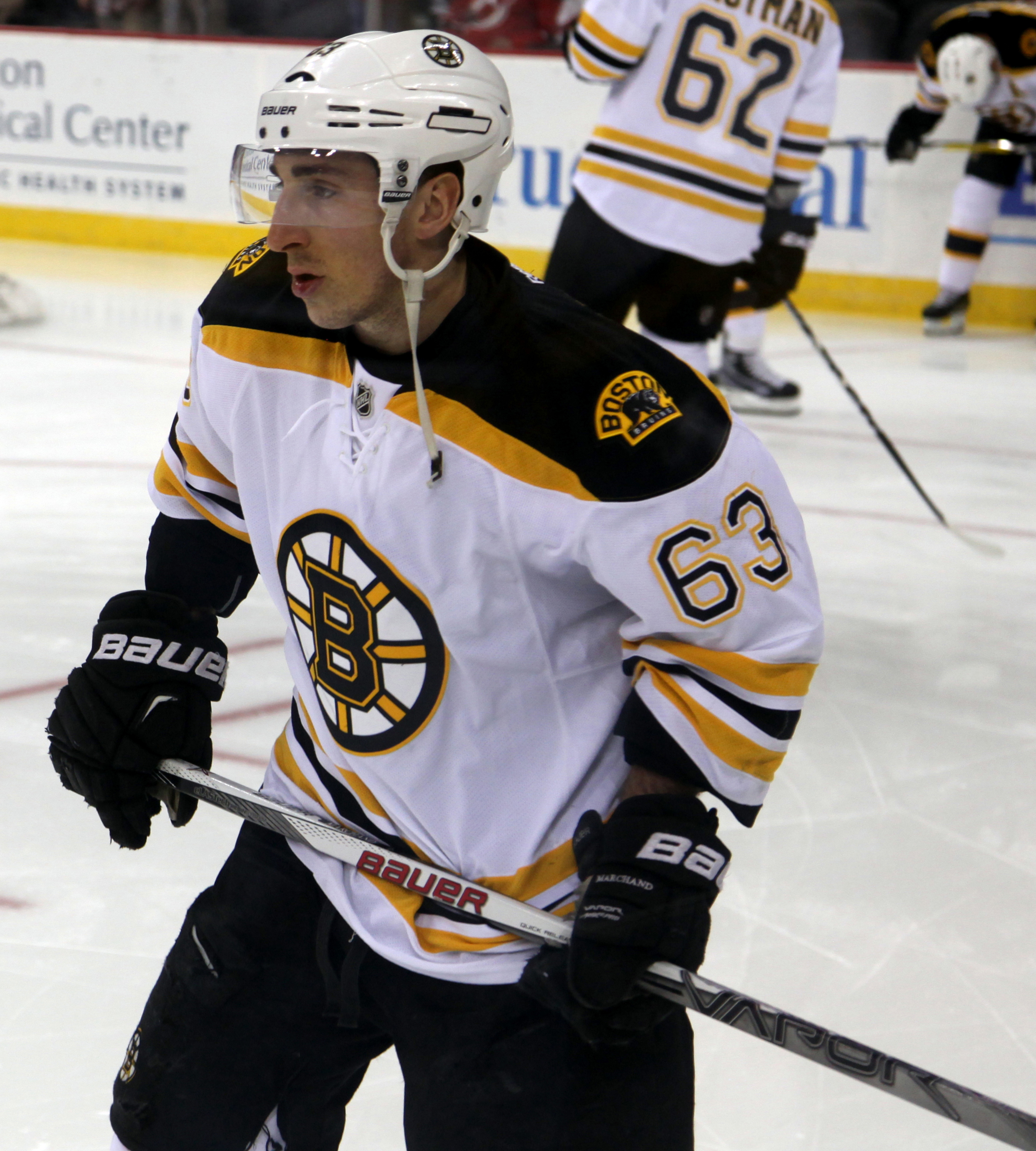
Marchand im Trikot der Boston Bruins (2016)

Stand: Ende der Saison 2024/25

### International
Vertrat Kanada bei:
| - World U-17 Hockey Challenge 2005 - U20-Junioren-Weltmeisterschaft 2007 - Super Series 2007 - U20-Junioren-Weltmeisterschaft 2008 | - Weltmeisterschaft 2016 - World Cup of Hockey 2016 - 4 Nations Face-Off 2025 |

(Legende zur Spielerstatistik: Sp oder GP = absolvierte Spiele; T oder G = erzielte Tore; V oder A = erzielte Assists; Pkt oder Pts = erzielte Scorerpunkte; SM oder PIM = erhaltene Strafminuten; +/− = Plus/Minus-Bilanz; PP = erzielte Überzahltore; SH = erzielte Unterzahltore; GW = erzielte Siegtore; 1 Play-downs/Relegation; Kursiv: Statistik nicht vollständig)